# Загублений світ (фільм, 1992)
«Загублений світ» (англ. The Lost World) — американсько-канадський пригодницький фантастичний фільм 1995 р., екранізація однойменного твору Артура Конан Дойла.

## Сюжет
Професор Челленджер (Джон Ріс-Девіс) і шукаючий сенсаційні новини журналіст Едвард Мелоун (Ерік Маккормак) вирішують організувати експедицію в Південну Африку. Мета експедиції полягає у підтвердженні чи спростуванні ідеї професора про існування в центрі Африки живих динозаврів. Професор Челленджер розповідає, що в одному з африканських поселень він зустрів мандрівника Мепла Вайта, який передав йому альбом із замальовками і вказаним напрямком. Челленджер, що вирушив в зазначеному напрямку, опинився на високогірному плато, де і побачив пролітаючого птеродактиля. Через поранення і зраду помічника Педро професор не зумів пройти далі.
Повернувшись додому, Челленджер наполягав на організації експедиції. Експедиція була організована противником Челленджера — професором Саммерлі (Девід Ворнер), в неї також увійшли фотограф Дженні Нільсон (Тамара Горська), 13-річний безбілетник Джим (Даррен Меркер) і чорношкіра Малу (Натанія Стенфорд), яка зголосилася провести експедицію через непролазні джунглі.
Челленджер зумів увійти до складу експедиції. Мандрівники дісталися до місця призначення, де вони виявляють гірське плато, на якому мешкають динозаври, птеродактилі та первісні люди. Проте виникають непередбачені ускладнення: провідник Гомес, який виявився братом убитого професором Педро, відрізає канат, по якому члени експедиції піднялися на плато.
На плато мандрівники виявляють анатозаврів. Професор Саммерлі знаходить печеру, в якій можна було б знайти причини існування плато, проте живуть в ній птеродактилі, які не дають йому провести дослідження. Джим, підійнявшись на скелю, бачить з неї озеро і помічає людину. Вночі Джим вирушив до озера, за ним слідують Евард і Малу і рятують його від хижого динозавра за допомогою плодів з огидним запахом. Повернувшись в табір, вони з'ясовують, що їхні друзі викрадені племенем диких людей, які хочуть принести членів експедиції і людей з іншого племені в жертву тиранозавру, попередньо вдягнувши на них вінки. Завдяки Джиму члени експедиції і вождь племені лишаються живими.
Малу з'ясовує, що місцеві жителі поклоняються динозаврам, як богам. Попри те, що раніше всі люди племені поклонялися тільки рослиноїдним динозаврам, частина з них вирішила поклонятися і хижим, приносячи їм людські жертви, внаслідок чого плем'я було роз'єднано. Плем'я, яке поклонялося хижим динозаврам, нападає, але в битві їхній вождь загинув і плем'я знову об'єднується.
Челленджер вчить дикунів землеробству. Саммерлі з'ясовує, що рослини вінків володіють цілющими властивостями, і з їх допомогою рослин вдається вилікувати дитинча птеродактиля на кличку Перслоні (Персі).
Вождь племені в подяку за допомогу показує героям тунель, який веде з плато до зовнішнього світу. Після того повернення експедиції з плато, Челленджер ледь не гине в результаті нападу Гомеса, але встигає вистрілити в нього.
У Лондоні Челленджер і Саммерлі доповідають про результати експедиції і демонструють привезеного ними Персі. Однак наприкінці фільму під час відвідин зоопарку Едвард, Дженні і Джим випускають Персі з клітки.

## Ролі
- Джон Ріс-Девіс — Челленджер
- Девід Ворнер — професор Саммерлі
- Ерік Маккормак — Едвард Мелоун
- Натанія Стенфорд — Малу
- Даррен Пітер — Мерсер Джим
- Тамара Горська — Дженні Нільсон
- Брайан Купер — поліцейський
- Чарльз Девід — Моджо Портер
- Кейт Іган — Кейт Креншоу

## Критика
Рейтинг фільму на сайті IMDb — 5,2/10.

## Цікаві факти
- «Загублений світ» і «Повернення в загублений світ» знімалися майже в один і той же час, тому титри в обох фільмах однакові.
- Попри те, що в оригінальному романі експедиція вирушила до Південної Америки, у фільмі дія переноситься в Африку.
- В оригінальному творі крім Челленджера, Меллоуна, Саммерлі четвірку героїв цього циклу романів Конан Дойла становить англійський аристократ і першокласний стрілець лорд Джон Рокстон, з мелодраматичних міркувань замінений в екранізації американським фотографом і лондонським хлопчиськом.